# نادي ستومبراس
نادي ستومبراس لكرة القدم (Football Club Stumbras) هو نادي كرة قدم ليتواني، ويقع مقره في مدينة كاوناس . تأسس الفريق سنة 2013 ويلعب حاليا على المستوى الأول من دوري ليتوانيا لكرة القدم.